# スヴァールバル条約
スヴァールバル条約（スヴァールバルじょうやく）は、1920年のパリ会議で締結された、北極海にあるノルウェー領スヴァールバル諸島の取り扱いに関する多国間の条約である。

## 概説
スヴァールバル諸島は20世紀初頭までに、ノルウェーだけでなく、ロシア帝国を含むヨーロッパ各国やアメリカ合衆国が探検や領有権主張、石炭採掘などを行った。こうした歴史的経緯から、条約はノルウェーの領有権を認める一方で、ノルウェーの法律を全ては適用せず、全ての加盟国は等しくこの島で経済活動を行う権利を有すると規定した。また、スヴァールバル諸島を非武装地帯として軍事活動を禁じた。このため第二次世界大戦中を除いて、軍隊は駐屯していない。
条約加盟国の国民は、ノルウェーの入国管理や税関の審査を受けず、査証無しで入島できる。また徴収された租税は諸島内だけで使い、ノルウェー本土への流用を禁じている。
原加盟国はオーストラリア、カナダ、デンマーク、フランス、インド、イタリア、日本、オランダ、ニュージーランド、ノルウェー、南アフリカ、スウェーデン、イギリス、アメリカ。1924年にソビエト連邦、1925年にドイツが加盟した。現在の加盟国は40を超えるが、実際に諸島で経済活動を行っているのはノルウェーとロシアのみである。

## 条約加盟国

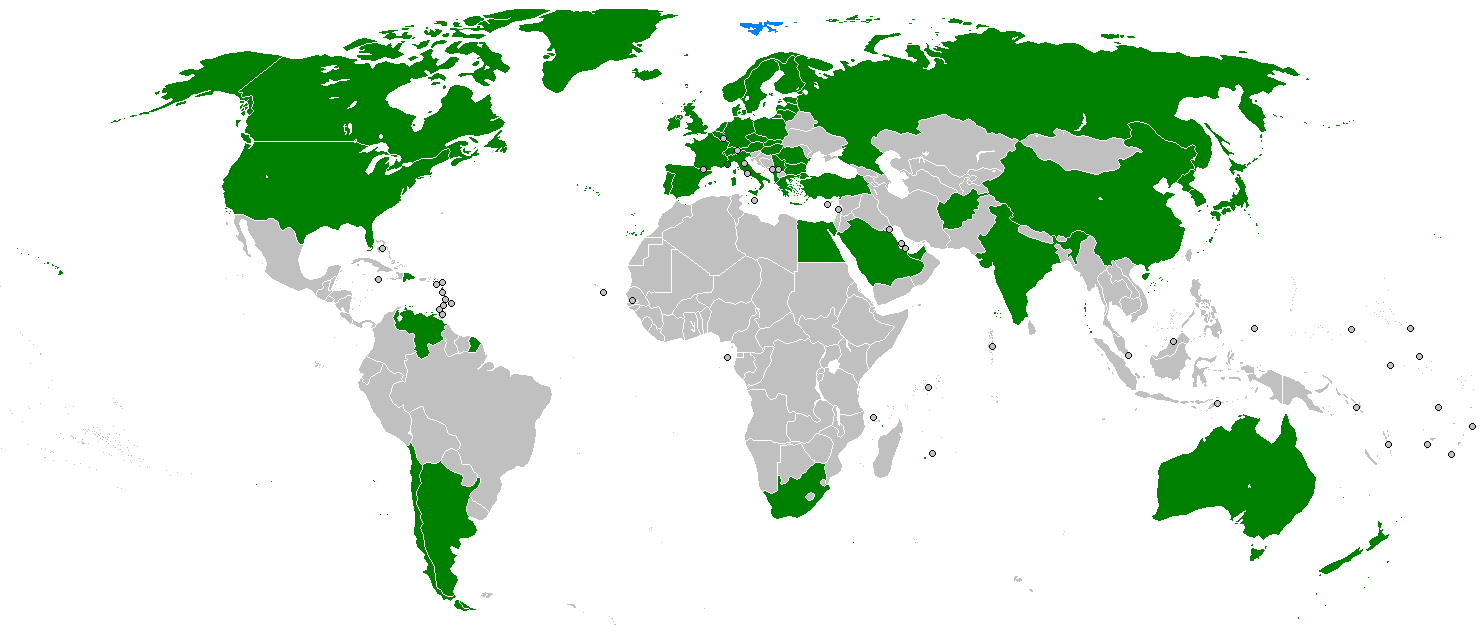
スヴァールバル条約加盟国（緑色）
青色はスヴァールバル諸島

日付は批准日
| 加盟国           | 批准日         | 備考 |
| ---------------- | -------------- | --- |
| アフガニスタン   | 1929年11月23日 | |
| アルバニア       | 1930年4月29日  | |
| アルゼンチン     | 1927年5月6日   | |
| オーストラリア   | 1923年12月29日 | 当初はイギリスの自治領として加盟。 |
| オーストリア     | 1930年3月12日  | |
| ベルギー         | 1925年5月27日  | |
| ブルガリア       | 1925年10月20日 | |
| カナダ           | 1923年12月29日 | 当初はイギリスの自治領として加盟。 |
| チリ             | 1928年12月17日 | |
| 中華人民共和国   | 1925年7月1日   | 当初は中華民国として加盟。現在、中華人民共和国と中華民国（台湾）の双方が後継国あるいは継続国であると主張しているが、2024年現在、他のすべての条約締約国は中華人民共和国のみを国家承認している。                                                |
| チェコ           | 2006年6月21日  | 前身国家となるチェコスロバキアは1930年7月9日に条約に加盟。チェコ政府は2006年6月21日に1993年1月1日（ビロード離婚により現在の国家が成立した日）以来、後継国としてこの条約に拘束されていると考えていると表明した。                               |
| デンマーク       | 1924年1月24日  | デンマーク王国として加盟。 |
| ドミニカ共和国   | 1927年2月3日   | |
| エジプト         | 1925年9月13日  | |
| エストニア       | 1930年4月7日   | |
| フィンランド     | 1925年8月12日  | |
| フランス         | 1924年9月6日   | |
| ドイツ           | 1925年11月16日 | 当初はドイツ国（ヴァイマル共和政）として加盟。第二次世界大戦後、西ドイツはドイツ国との継承国として同条約を継承、東ドイツは継承国であることを承認していなかったものの、1974年8月7日に同条約の適用を再開した。両国は1990年10月3日に再統一した。 |
| ギリシャ         | 1925年10月21日 | |
| ハンガリー       | 1927年10月29日 | |
| アイスランド     | 1994年5月31日  | |
| インド           | 1923年12月29日 | 当初はイギリスの一部（イギリス領インド帝国）として加盟。 |
| アイルランド     | 1923年12月29日 | 当初はイギリスの自治領（アイルランド自由国）として加盟。1976年4月15日にイギリスの批准以来、同条約を適用していると宣言した。 |
| イタリア         | 1924年8月6日   | |
| 日本             | 1925年4月2日   | |
| ラトビア         | 2016年6月13日  | |
| リトアニア       | 2013年1月22日  | |
| モナコ           | 1925年6月22日  | |
| オランダ         | 1920年9月3日   | オランダ王国として加盟。 |
| ニュージーランド | 1923年12月29日 | 当初はイギリスの自治領（ニュージーランド自治領）として加盟 |
| 北朝鮮           | 2016年3月16日  | |
| ノルウェー       | 1924年10月8日  | |
| ポーランド       | 1931年9月2日   | |
| ポルトガル       | 1927年10月24日 | |
| ルーマニア       | 1925年7月10日  | |
| ロシア           | 1935年5月7日   | 当初はソビエト連邦として加盟。1992年1月27日、ロシアはソ連が締結した条約を引き続き適用すると宣言した。 |
| サウジアラビア   | 1925年9月2日   | 当初はヒジャーズ王国として加盟。 |
| セルビア         | 2022年9月5日   | ユーゴスラビア王国は1925年7月6日に加盟（ただしこの国家の継承国は2024年現在存在しないとされる）。2022年9月5日、セルビアは条約の適用継続を宣言。                                                                                                |
| スロバキア       | 2017年2月21日  | 前身国家となるチェコスロバキアは1930年7月9日に条約に加盟。スロバキア政府は2017年2月21日に1993年1月1日（ビロード離婚により現在の国家が成立した日）以来、後継国としてこの条約に拘束されていると考えていると表明した。                           |
| 南アフリカ共和国 | 1923年12月29日 | 当初はイギリスの自治領（南アフリカ連邦）として加盟。 |
| 大韓民国         | 2012年9月11日  | |
| スペイン         | 1925年11月12日 | |
| スウェーデン     | 1924年9月15日  | |
| スイス           | 1925年6月30日  | |
| トルコ           | 2024年4月11日  | |
| イギリス         | 1923年12月29日 | |
| アメリカ合衆国   | 1924年4月2日   | |
| ベネズエラ       | 1928年2月8日   | |